# Dip (Glasfaser)
DIP ist die Bezeichnung für einen Fehler, der bei der Herstellung einer Glasfaser im axialen Mittelpunkt aufgetreten ist. Das Brechzahlprofil im Kern einer Gradientenfaser (Multimodefaser) weicht dabei von der Parabelform um die Kernachse ab, die aber ein wesentliches geplantes Merkmal ist. Dadurch entsteht eine Beeinträchtigung des optischen Signals, die für z. B. Gigabit-Ethernet eine zusätzliche Begrenzung der Bandbreite und in der Folge eine Verkürzung der möglichen Faserlänge bedeutet.